# Franziska Hildebrand
Franziska Hildebrand född 24 mars 1987 i Halle, är en tysk skidskytt. Hon är anställd av Bundeswehr som idrottssoldat med överfältväbels grad.
Hildebrand debuterade i världscupen säsongen 2011/2012 och slutade på en sammanlagd 23:e plats. Under VM i Nove Mesto 2013 tog Hildebrand trettonde i sprinttävlingen. Hon har också två guldmedaljer i junior-VM. Hildebrand tog sin första pallplats i världscupen den 7 februari 2015 när hon kom tvåa i sprinttävlingen i Nové Město na Moravě, efter landsmaninnan Laura Dahlmeier. Hildebrands tvillingsyster Stefanie är en tysk före detta skidskytt.
Den 6 september 2022 meddelade hon att hon avslutar skidskyttekarriären för att i stället bli mamma.